# Мужская сборная Уругвая по водному поло
Мужская сборная Уругвая по водному поло — национальная ватерпольная команда, представляющая Уругвай на международной арене. Управляющей организацией является Федерация плавания Уругвая (исп. Federación Uruguaya de Natación, FUN; англ. Uruguay Swimming Federation).

## Результаты выступлений

### Олимпийские игры
| Год        | Место          | И              | В              | Н              | П              | ГЗ             | ГП             | +/-            |
| ---------- | -------------- | -------------- | -------------- | -------------- | -------------- | -------------- | -------------- | -------------- |
| 1900—1932  | не участвовали | не участвовали | не участвовали | не участвовали | не участвовали | не участвовали | не участвовали | не участвовали |
| 1936       | 13             | 3              | 0              | 1              | 2              | 2              | 4              | -2             |
| 1948       | 16             | 2              | 0              | 0              | 2              | 1              | 17             | -16            |
| 1952—н. в. | не участвовали | не участвовали | не участвовали | не участвовали | не участвовали | не участвовали | не участвовали | не участвовали |